# Valence-sur-Baïse
Valence-sur-Baïse is een gemeente in het Franse departement Gers (regio Occitanie). De plaats maakt deel uit van het arrondissement Condom. Valence-sur-Baïse telde op 1 januari 2022 1.137 inwoners.

## Geografie
De oppervlakte van Valence-sur-Baïse bedroeg op 1 januari 2022 27,6 vierkante kilometer; de bevolkingsdichtheid was toen 41,2 inwoners per km².

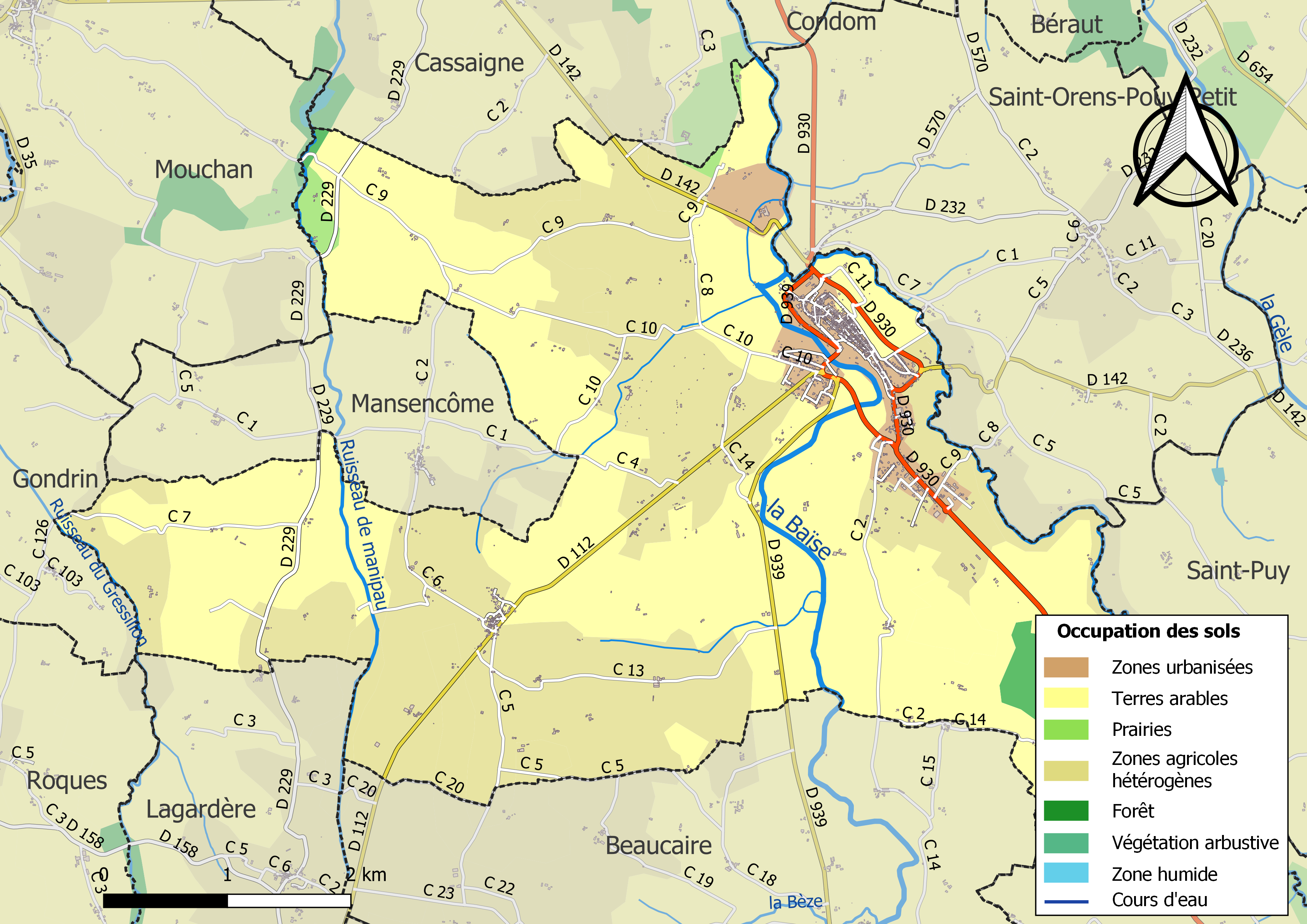
Kaart van de gemeente met belangrijkste infrastructuur, bodemgebruik en omliggende gemeenten

## Demografie
De figuur toont het verloop van het inwonertal (bron: INSEE-tellingen).